# Carlos Forbs
Carlos Roberto Forbs Borges (Sintra, 19 marzo 2004) è un calciatore portoghese, attaccante del Club Bruges e della nazionale Under-21 portoghese.

## Carriera

### Club

#### Inizi
Nato a Sintra, ha iniziato a giocare in una squadra locale prima di unirsi per un breve periodo allo Sporting Lisbona nelle capitale e raggiungere il Manchester City.
A Manchester ha progredito attraverso tutte le categorie giovanili realizzando gol e assist con buona regolarità con le formazioni Under-18 e Under-23. È stato nominato miglior giocatore Under-18 per la stagione 2020-21 nel maggio 2021.
Prima della fine del 2021 ha fatto il suo esordio in UEFA Youth League segnando l'unico gol in una vittoria per 1-0 contro il RB Lipsia. Nel settembre 2022 ha segnato una tripletta e fornito un assist durante la partita di apertura di Youth League 2022-23 in una vittoria per 5-1 contro il Siviglia. Si è rivelato determinante anche un mese dopo, con un gol e un assist nella vittoria per 3-1 contro il Copenaghen. Nella stagione 2022-23 ha segnato 25 gol e fornito 13 assist in tutte le competizioni con il Manchester City U21.

#### Ajax e prestito al Wolverhampton
Il 3 agosto 2023 ha firmato con gli olandesi dell'Ajax un contratto di 5 anni per un costo del cartellino di 14 milioni di euro.
Il 31 agosto 2024 viene ceduto in prestito al Wolverhampton.
Tuttavia con gli inglesi trova poco spazio, non venendo riscattato al termine della stagione.

#### Club Bruges
Il 17 luglio 2025 viene ceduto a titolo definitivo al Club Bruges.

### Nazionale
Nato in Portogallo, Forbs è di origine bissau-guineana. È un nazionale giovanile per il Portogallo. Nel 2022, è  entrato nel giro dei convocati con il Portogallo Under-21.

## Statistiche

### Presenze e reti nei club
Statistiche aggiornate al 27 settembre 2023.
| Stagione        | Squadra         | Campionato      | Campionato | Campionato | Coppe nazionali | Coppe nazionali | Coppe nazionali | Coppe continentali | Coppe continentali | Coppe continentali | Altre coppe | Altre coppe | Altre coppe | Totale | Totale | Totale |
| Stagione        | Squadra         | Comp            | Pres       | Reti       | Comp            | Pres            | Reti            | Comp               | Pres               | Reti               | Comp        | Pres        | Reti        | Pres   | Reti   |        |
| --------------- | --------------- | --------------- | ---------- | ---------- | --------------- | --------------- | --------------- | ------------------ | ------------------ | ------------------ | ----------- | ----------- | ----------- | ------ | ------ | ------ |
| 2023-2024       | Ajax            | ED              | 17         | 2          | CO              | 0               | 0               | UEL                | 4                  | 1                  |             | -           | -           | 21     | 3      |        |
| Totale carriera | Totale carriera | Totale carriera | 17         | 2          |                 | 0               | 0               |                    | 4                  | 1                  |             | -           | -           | 21     | 3      |        |

## Palmarès

### Club

#### Competizioni giovanili
- FA Youth Cup: 1

Manchester City: 2019-2020

#### Competizioni nazionali
- Supercoppa del Belgio: 1

Club Bruges: 2025